# Der Busenfreund
Der Busenfreund ist ein österreichischer Film von Ulrich Seidl aus dem Jahr 1997.

## Inhalt
Der 50-jährige Wiener Mathematiklehrer René Rupnik ist von weiblichen Rundungen besessen. Sinus und Cosinus veranschaulicht er seinen Schülern am liebsten anhand sexualisierter anatomischer Vergleiche. Die Schauspielerin Senta Berger verklärt er als Verkörperung all seiner Ideale. Unzählige Male hat er ihre Vorstellung im Burgtheater bereits gesehen. Die Realität sieht für den Sonderling jedoch weniger rosig aus, denn eine Partnerin hat er bisher nicht finden können. Daher lebt er noch bei seiner greisen Mutter, die er mit seiner Sammelwut und seinem Reinlichkeitswahn zur Verzweiflung bringt.

## Hintergrund
Der Busenfreund wurde von der Filmgesellschaft Lotus Film im Auftrag des Österreichischen Rundfunks produziert und erstmals 1997 ausgestrahlt. Zudem lief er auf mehreren Festivals, darunter dem Dokumentarfilmfestival Amsterdam, dem Filmfestival Rotterdam und der Duisburger Filmwoche. Im deutschen Fernsehen war er zum ersten Mal am 3. August 1998 im Programm des ORB zu sehen. Seit 2010 wird der Film auf DVD vertrieben.
René Rupnik ist in kleineren Rollen auch in den Seidl-Filmen Bilder einer Ausstellung und Paradies: Glaube zu sehen.

## Kritiken
„Eine streng und Kubrick-gerecht kadrierte Perle von Film, hinter deren vermeintlichem Auslachgehalt ein tiefer purer Blick in menschliche Isolation vorherrscht.“

„Einer der häufigsten Vorwürfe gegen den Filmemacher Ulrich Seidl lautet, er würde in seinen dokumentarischen Fallstudien, die immer auch phänomenologische Gesellschaftsstudien sind, Verrat an jenen begehen, die sich seiner Kamera stellen. Er würde sie der Lächerlichkeit preisgeben und sie vorführen. Tatsache ist, dass Seidl die Menschen, die er porträtiert, nicht schützt: nicht vor sich selbst und uns nicht vor ihnen. Seidl schaut nicht weg, er senkt nicht peinlich berührt den Blick, er blendet nichts aus. Er meidet konsequent jenes Mehrheitsverhalten, das im Ignorieren besteht und die Verhältnisse zementiert.“